# Lioni
Lioni ist eine italienische Gemeinde mit 5924 Einwohnern (Stand 31. Dezember 2023) in der Provinz Avellino in der Region Kampanien. Der Ort in der Landschaft Irpinia ist Teil der Bergkommune Comunità Montana Alta Irpinia.

## Geografie
Die Nachbargemeinden sind Bagnoli Irpino, Calabritto, Caposele, Morra De Sanctis, Nusco, Sant’Angelo dei Lombardi und Teora.

## Geschichte
Erstmals erscheint der Ortsname als Leoni anlässlich einer Schenkung im Jahr 883.
Lioni ist in seiner Geschichte immer wieder von Erdbeben heimgesucht worden, so z. B. 1536, 1694 und zuletzt beim Erdbeben von Irpinia 1980, bei dem mehrere tausend Personen in diesem Gebiet ums Leben kamen und zahlreiche Orte nahezu völlig zerstört wurden.

## Verkehr
Der Bahnhof Lioni liegt am Südrand des Ortes an der im Personenverkehr nicht mehr bedienten Bahnstrecke Avellino–Rocchetta Sant’Antonio.

## Städtepartnerschaften
Die Gemeinde Lioni gibt einige italienische Städte und Provinzen als Partnerstädte oder -provinzen an:
- die Städte Rom, Sezze und Piombino
- sowie die Provinz Arezzo, die Provinz Grosseto, die Provinz Pistoia und die Provinz Bergamo